# ANBO-IV
АНБО-IV (лит. ANBO-IV) — литовский ближний разведчик и лёгкий бомбардировщик конструкции Антанаса Густайтиса (лит. Antanas Gustaitis).

## История создания
Первый прототип поднялся в воздух 14 июля 1934 года. После испытаний с двигателями Pratt & Whitney «Wasp C» и Armstrong Siddeley Panther, было принято решение установить на серийный самолёт английский двигатель воздушного охлаждения Bristol «Pegasus II». После победы на конкурсе, от Министерства Охраны Края Литвы был получен заказ на две серии по семь самолётов. Серийно производился в 1934—1935 годах.
В июне — июле 1934 года, три самолёта ANBO-IV совершили перелёт через Европу, пролетев 9000 км и посетив двенадцать стран. Литовской военной авиацией самолёт использовался до 1940 года.

## Описание конструкции
Фюзеляж из клёпанных дюралюминиевых трубок, с тканевой обшивкой. Передняя часть фюзеляжа до кабины — из алюминиевых листов. Крылья деревянные, с тканевой обшивкой.

## Тактико-технические характеристики
Двигатель:Bristol Pegasus IIM2,585 AG
Масса пустого:1360 Кг
Взлетная Масса:2200 Кг
Размах крыла:13.2 м
Площадь крыльев:29 м²
Длинна:8.84 м
Максимальная скорость:290 Км/ч(На высоте 1.5 Км)
Скорость посадки:90 Км/ч
Максимальная высота полета:8 Км
Запас топлива:400 Литров
Вооружение:2 пулемета спереди и 2 сзади